# Крушево (Благоєвградська область)
Кру́шево (болг. Крушево) — село в Благоєвградській області Болгарії. Входить до складу громади Гирмен.

## Населення
За даними перепису населення 2011 року у селі проживали 258 осіб, з них 123 особи (95,3%) — болгари.
Розподіл населення за віком у 2011 році:
Динаміка населення: